# Corrective rape
Corrective rape (engl. „korrigierende Vergewaltigung“, „Korrekturvergewaltigung“; auch curative rape, „heilende Vergewaltigung“) ist ein Euphemismus in der englischen Sprache, der die Vergewaltigung von queeren Menschen bezeichnet, mit der Absicht, dadurch die sexuelle Orientierung des Opfers zu ändern.

## Geschichte
Der Begriff ist vor allem für Geschehnisse in Südafrika gebräuchlich, wo über 30 Vergewaltigungen mit Todesfolge bekannt sind. Am 7. Juli 2007 wurde das lesbische Paar Sizakele Sigasa und Salome Massooa vergewaltigt und ermordet. Daraufhin entstand die 07/07/07 Campaign, eine Koalition verschiedener Menschenrechtsgruppen, die sich für die Opfer solcher Angriffe einsetzt. Ein international Aufsehen erregender Fall ereignete sich im April 2008, als die frühere südafrikanische Fußball-Nationalspielerin und LGBT-Aktivistin Eudy Simelane von einer Gruppe Männer vergewaltigt und anschließend mit 25 Messerstichen ermordet wurde. Hier kam es zur Verurteilung eines Täters zu einer Gefängnisstrafe. Das Gericht befand, dass die sexuelle Orientierung des Opfers keinen Einfluss auf die Tat gehabt habe.
Die südafrikanische Psychologin Kerry Frizelle bezeichnet corrective rape als hate crime, bei dem die Opfer aufgrund ihres Geschlechts und ihrer sexuellen Orientierung doppelt diskriminiert würden.